# Szöllősi Árpád
Szöllősi Árpád (Marossárpatak, 1924. december 18.) erdélyi magyar orvos, orvosi szakíró.

## Életútja, munkássága
Marosvásárhelyen a 2. sz. Fiúlíceumban érettségizett 1950-ben; egyetemi tanulmányait ugyanott, az OGYI Általános Orvosi Karán végezte (1956). Egy évig gyakorló orvosként az egyetemi klinikán dolgozott, 1957-től három évig a vulcani bányaüzemi kórház orvosa, 1960-tól az OGYI közegészségtani tanszékén gyakornok, majd 1964-től tanársegéd. 1973-ban megszerezte az orvostudomány doktora címet és a főorvosi fokozatot. 1985–93 között, nyugdíjazásáig a Maros Megyei Járványügyi Állomás főorvosa volt.
Kutatási területe: az egészségügyi intézmények levegőjének bakteriális szennyezettsége, a baktériumok antibiotikumokkal szembeni érzékenysége, az ipari és állattenyésztő üzemek szennyvizének hatása a Maros vizére, az ipari hűtővizek biológiai összetevőinek változása baktericid szerek hatására, ivóvíznyerési és szennyvíztisztítási módszerek. Több mint száz dolgozata jelent meg hazai és külföldi szaklapokban (Orvosi Szemle, Igiena, Microbiologie–Parazitologie–Epidemiologie, Revue Roumaine d’Endocrinologie, Hidrotehnica, EME Orvostudományi Értesítő). Fejezetet írt Miskolczy Dezső Marosvásárhelyen címmel a Viharban c. emlékkönyvben (Marosvásárhely, 1994).
Eredményeit több hazai és külföldi kongresszuson (Kaposvár 1969, Isztambul 1969, Prága 1969, Róma 1976) mutatta be. Tagja a nemzetközi Egészségügyi és Társadalomorvostani Társaságnak.
Közéleti írásai közül kiemelkedik A népmozgalmi változások és azok időszerűsége a pókai lakosság körében az utóbbi 150 esztendőben (Református Család, 2006/6).

## Kötetei
- A marosvásárhelyi Orvosi és Gyógyszerészeti Egyetem 1945–1995 (Marosvásárhely, 1995)
- Póka. Egy mezőségi falu a történelem sodrásában 1323–2000. Rendhagyó monográfia (id. Tolvaly Ferenccel, Kolozsvár, 2000)
- A Marosvásárhelyi Orvosi és Gyógyszerészeti Egyetem. 1945-2005; 2. jav., bőv. kiad.; Mentor, Marosvásárhely, 2009

## Egyetemi jegyzetei
- Îndreptar de lucrări practice de igienă generală (társszerző Pintea Ramona, Marosvásárhely, 1966);
- Lucrări practice de igiena mediului (Marosvásárhely, 1978).
- Társszerzője az Általános közegészségtan (Marosvásárhely, 1983) és Közegészségtan fogorvostan hallgatók számára (Marosvásárhely, 1984) c. munkáknak.